# Tatra K2S
Tatra K2S je typ dvoučlánkové kloubové tramvaje provozované Dopravným podnikem Bratislava (DPB). Typ vznikl modernizací starších tramvají československé výroby Tatra K2, některé vozy byly zcela nově postaveny na dokladech původních tramvají. Přestavby na typ K2S probíhaly postupně mezi lety 1998 a 2009, od září 2009 má DPB k dispozici 35 tramvají tohoto typu.

## Historické pozadí
Po úspěšných modernizacích brněnských vozů K2 na typ K2R se ve druhé polovině 90. let 20. století rozhodl k této formě omlazení svého vozového parku i Dopravný podnik Bratislava. Vzhledem k nedostatku finančních prostředků na nákup zcela nových vozidel přistoupil DPB k rekonstrukcím starších tramvají K2, které již byly na hranici životnosti, jež byla díky modernizaci prodloužena minimálně o 10 až 15 let.
Devět tramvají K2S bylo zcela nově vyrobeno v letech 2007 až 2009, neboť články původních vozů již byly značně zkorodované. Ze starších tramvají tedy byly použity jenom repasované podvozky.

## Modernizace

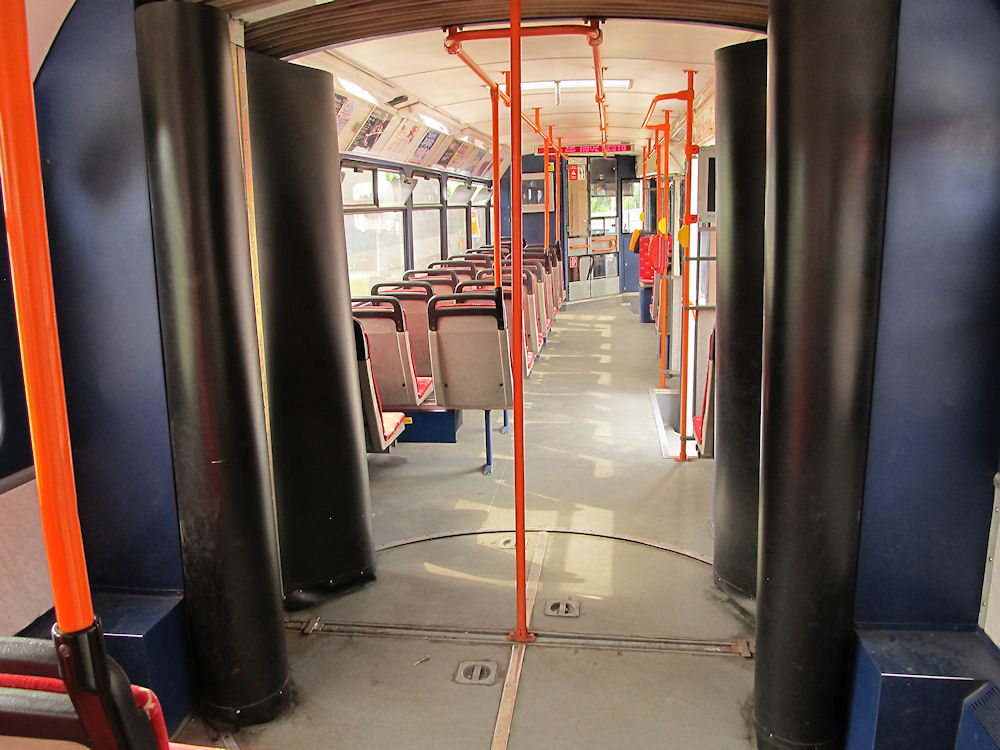
Interiér tramvaje K2S: pohled přes kloub do předního článku

Vozová skříň tramvaje byla při modernizaci kompletně opravena, rám byl opískován a ošetřen proti korozi, byla osazena čela s novým designem od architekta Patrika Kotase. V prostoru pro cestující došlo k výměně oken s vyklápěcí horní částí, nové jsou i dveře s poptávkovým otvíráním cestujícími – u vozů č. 7101–7106 jsou dvoukřídlé výklopné, ostatní tramvaje mají dveře čtyřkřídlé skládací. Původní laminátové sedačky byly nahrazeny polstrovanými, byla položena protiskluzová podlahová krytina, interiér byl nově obložen, nové je i zářivkové osvětlení a madla, topení bylo přesunuto do bočnic. Novinkou je elektronický akustický a optický informační systém. Kabina řidiče je klimatizovaná, nový je ovládací pult, pedály pro řízení tramvaje byly nahrazeny ručním řadičem.
Tramvaje mají opravené podvozky, motorgenerátor byl nahrazen statickým měničem, odběr elektrického proudu je zajištěn novým polopantografem. Důležitou změnou je náhrada původní nehospodárné odporové elektrické výzbroje UA12 za novou tranzistorovou na bázi IGBT tranzistorů s rekuperací. Do prvních vozů č. 7101–7106 byla instalována výzbroj ČKD TV14, po krachu jejích výrobce přešel od tramvaje č. 7107 bratislavský dopravní podnik na výzbroj TV Progress od firmy Alstom (nyní Cegelec).
Vozy č. 7126–7134 mají zcela nově vyrobenou vozovou skříň, jejich podvozky pochází ze starších tramvají K2 a jsou repasovány.
Tramvaj č. 7121 byla při modernizaci přestavěna na školní (cvičný) vůz, který může jezdit v běžném provozu s cestujícími. Jedinou větší úpravou oproti ostatním vozů K2S bylo zvětšení kabiny řidiče, za řidičovo sedadlo byla instalována bokem ke směru jízdy sedačka pro instruktora, který může pomocí speciálního ovladače simulovat poruchy tramvaje. Kapacita vozu je snížena o jedno místo k sezení.

## Provoz tramvají Tatra K2S
| Současný stát | Provoz     | Článek | Typ | Rok výroby | Roky modernizací | Počet vozů | Evidenční čísla po modernizaci | Poznámky                     |
| ------------- | ---------- | ------ | --- | ---------- | ---------------- | ---------- | ------------------------------ | ---------------------------- |
| Slovensko     | Bratislava | článek | K2S | 1971–1983  | 1998–2009        | 26 kusů    | 7101–7125, 7135                | modernizace starších vozů K2 |
| Slovensko     | Bratislava | článek | K2S | 2007–2009  | –                | 9 kusů     | 7126–7134                      |                              |

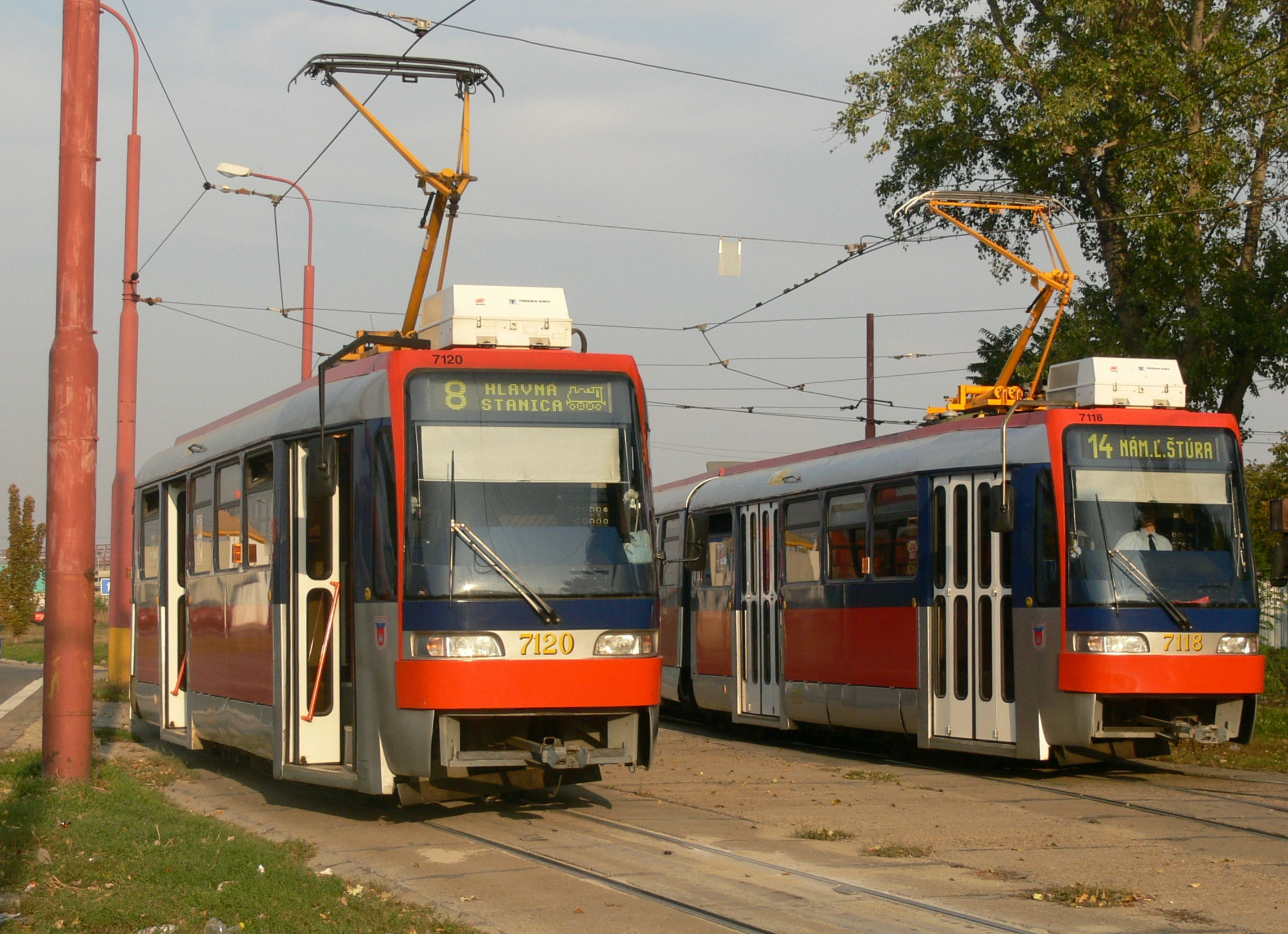
Setkání tramvají K2S v původním nátěru ve smyčce Ružinov, Astronomická

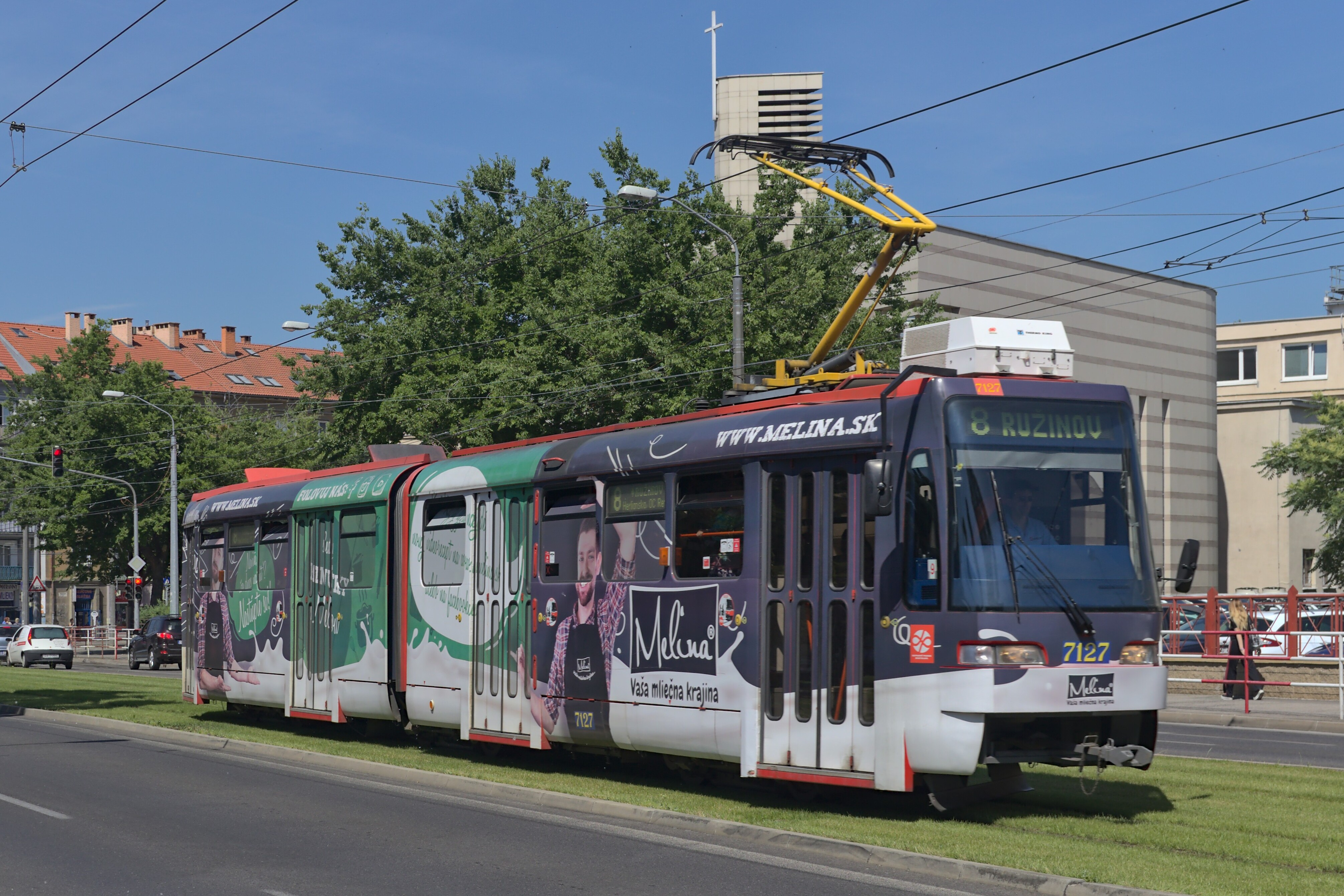
Novostavba vozu K2S v reklamním polepu v Záhradnícké ulici

První tramvaj K2 byla na typ K2S zmodernizována v roce 1998, premiéra vozu č. 7101 (při přestavbě byly tramvaje přečíslovány na novou souvislou řadu) pro veřejnost proběhla 31. července toho roku, když byla vystavena při příležitosti otevření zrekonstruovaného Kamenného náměstí. Zkušební jízdy byly zahájeny na podzim 1998. Ještě v témže roce byly modernizovány další dvě tramvaje, v roce 1999 další dvě. Poslední vůz s výzbrojí TV14 (č. 7106) byl rekonstruován v roce 2000. Přestavby na typ K2S probíhaly v počtu dvou až čtyř vozů ročně do roku 2006 (poslední tramvaj č. 7125). Vůz č. 7121 (modernizován v roce 2005) byl při modernizaci upraven na školní.
Roku 2007 byla vyrobena první tramvaj K2S s novou vozovou skříní (č. 7126), další vozy následovaly v letech 2008 a 2009 (do č. 7134). Posledním vozem K2S se stala tramvaj č. 7135 (přestavba v roce 2009), při jejíž modernizaci byla opět využita i původní karoserie. Modernizace starších vozů K2 na typ K2S a rovněž i novostavby vozů K2S probíhaly ve firmě Pars nova sídlící v Šumperku.
První vůz č. 7104 byl z provozu odstaven roku 2021, během následujícího roku přestalo být vypravováno dalších šest tramvají K2S, včetně prototypového vozu č. 7101. V průběhu roku 2023 bylo odstaveno dalších pět vozidel. Počátkem roku 2024 byla většina do té doby odstavených tramvají K2S odprodána ve veřejné soutěži.
Prototypový vůz č. 7101 si na počátku roku 2024 pořídil spolek Detská železnica Košice, který jej plánoval využít jako exponát svého skanzenu kolejových vozidel na Košické dětské historické železnici (v dubnu 2024 byl jako statický exponát umístěn ve stanici Alpinka). Spolek do budoucna nevylučoval ani úpravy tramvaje a získání povolení pro její provoz s cestujícími na této dráze. Bratislavský dopravní podnik si jako historické vozidlo ponechal vůz č. 7103, který byl naposledy v provozu v březnu 2024.